# Mike Reynolds (architecte)
Pour les articles homonymes, voir Michael Reynolds et Reynolds.
Michael Reynolds est un architecte américain, adepte d'architecture écologique, d'écoconstruction de bâtiment autonome à base de recyclage de matériau, de développement durable, et de « vie radicalement autosuffisante ». Il est inventeur à ce titre des géonefs (earthship en anglais, vaisseau de la terre) et auteur de nombreux ouvrages techniques sur ce sujet.

## Biographie
Michael Reynolds est diplômé en architecture de l'Université de Cincinnati en Ohio en 1969.

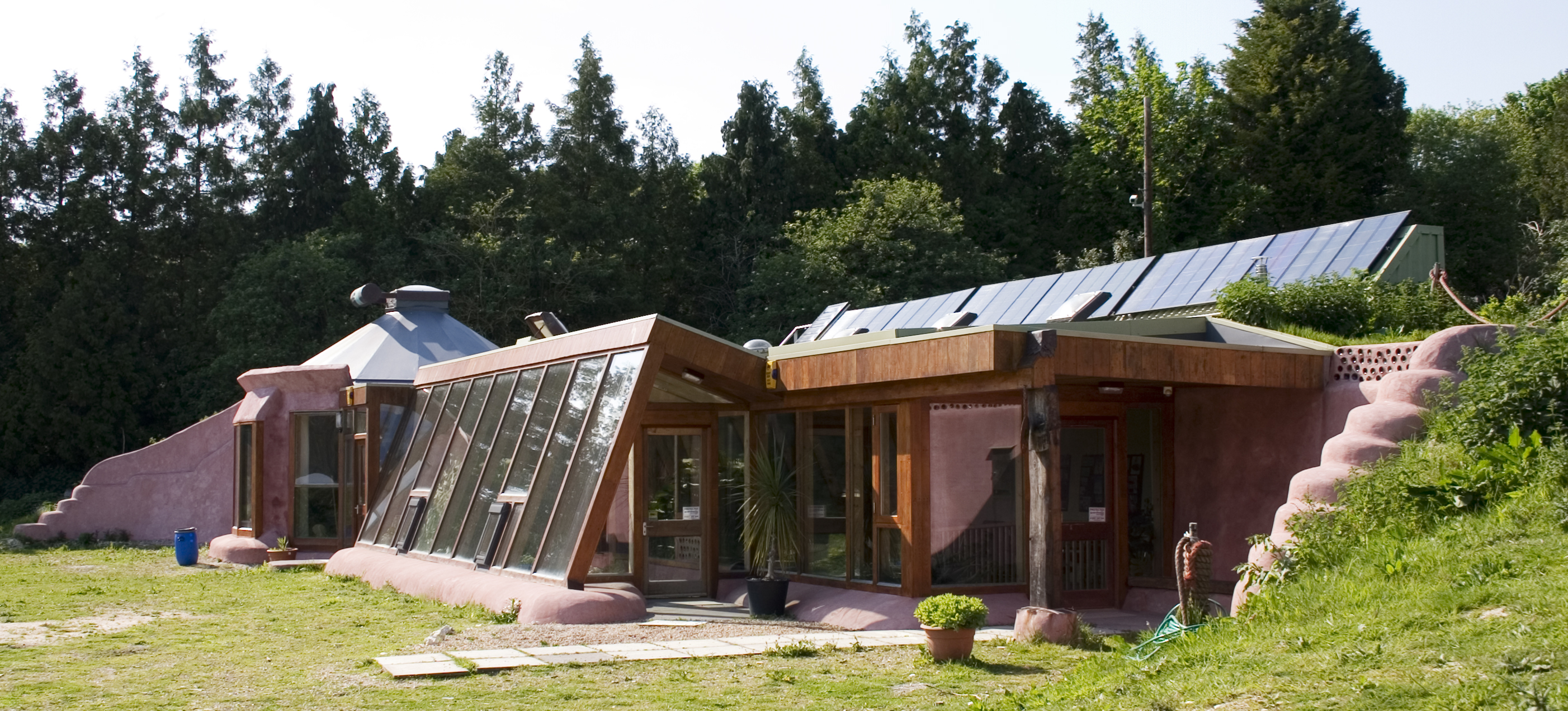
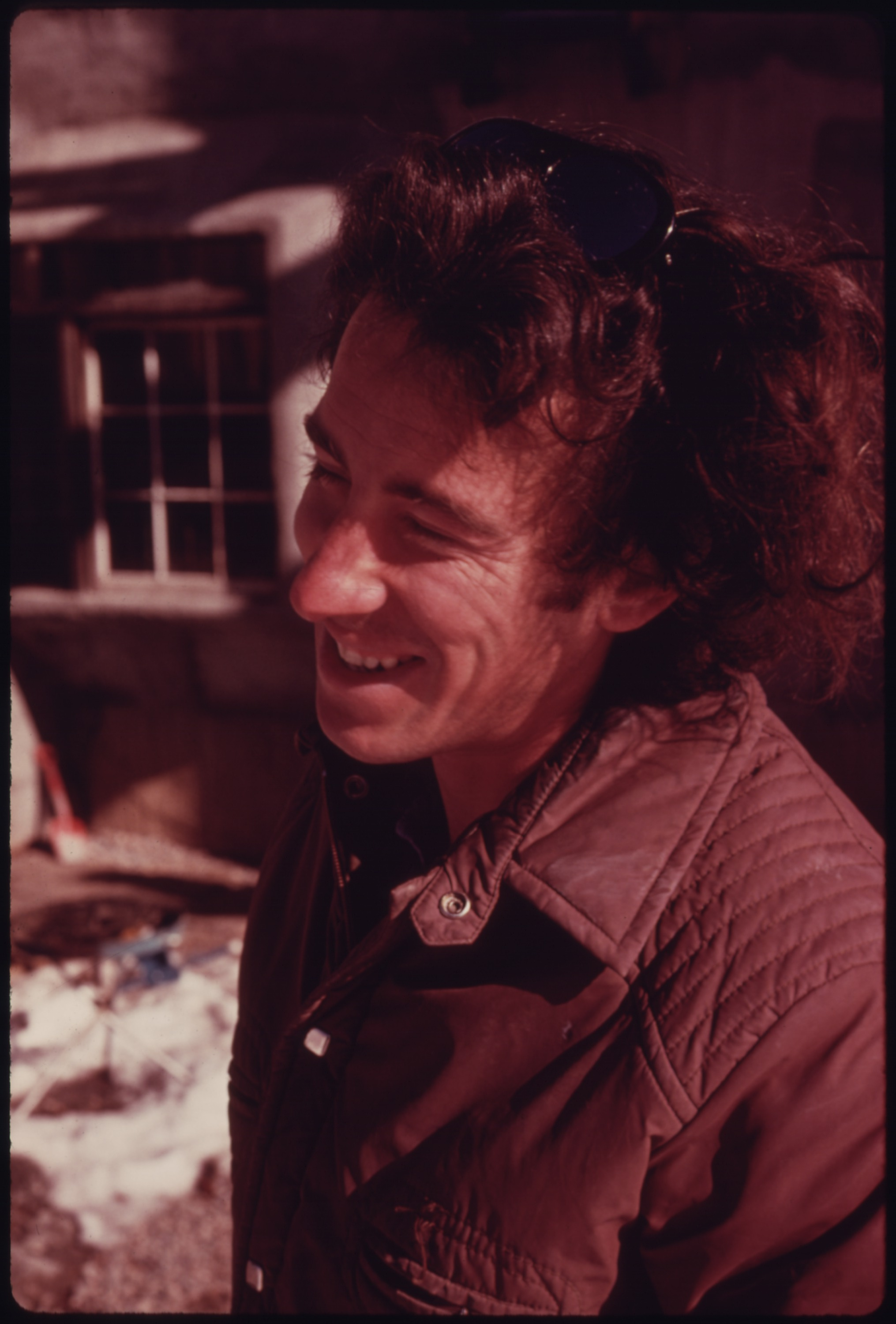
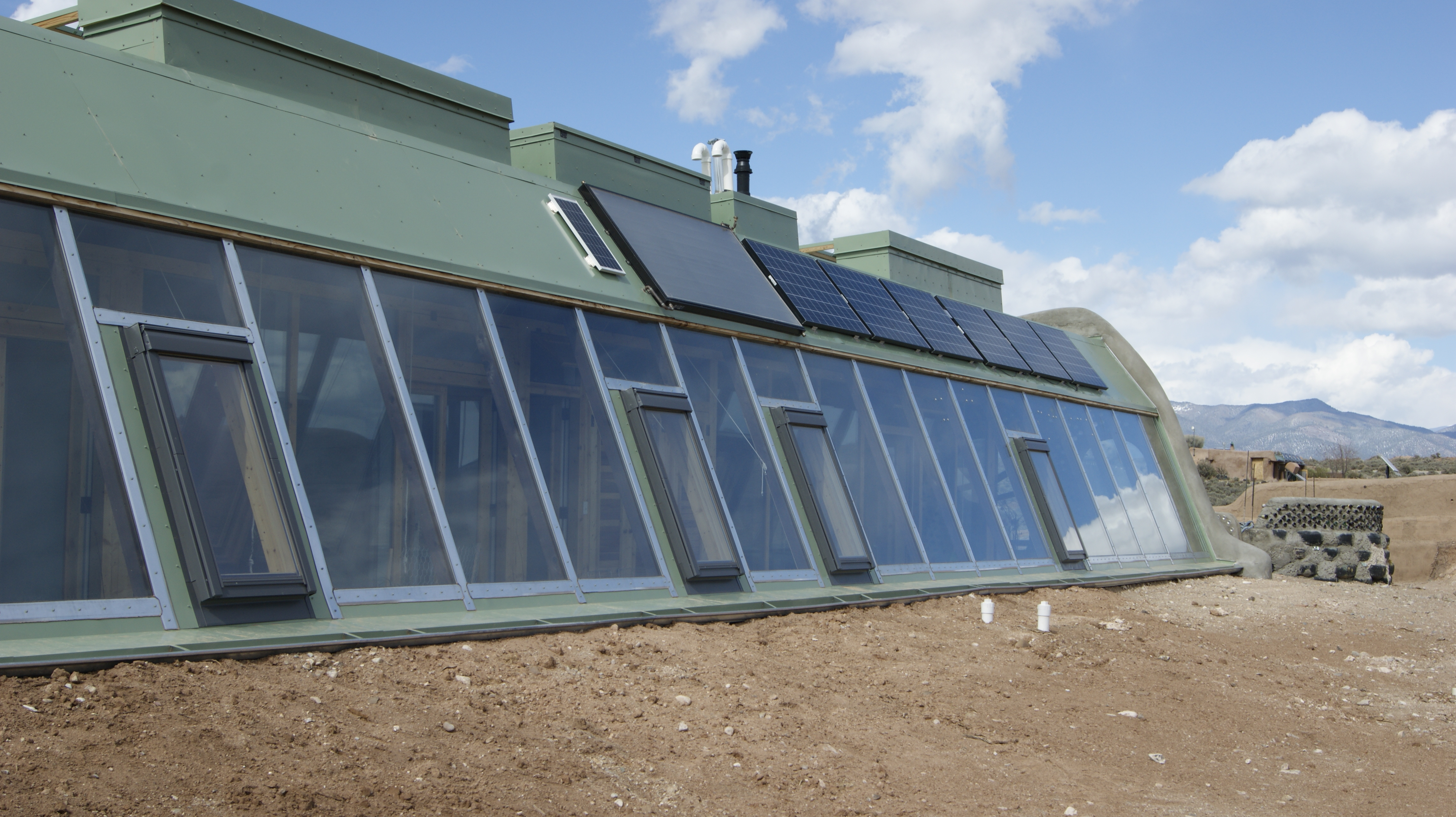

En pleine période hippie des années 1960 contre la société de consommation, il se lance dans l'étude expérimentale en architecture écologique / écoconstruction alternative novatrice de concept de maisons construites à partir de matériaux recyclés (pneus usagés, bouteille en plastique, boite de conserve, canettes aluminium ...) liés par du mortier, et d'habitat passif à base de terre. Il publie le résultat de son étude dans le magazine américain Architectural Record en 1971 et construit sa première maison expérimentale, baptisée « Thumb House », l'année suivante. Il établit une communauté expérimentale à Taos au Nouveau-Mexique sur une étendue de 640 hectares, où il construit et expérimente environ 70 de ses maisons expérimentales. 

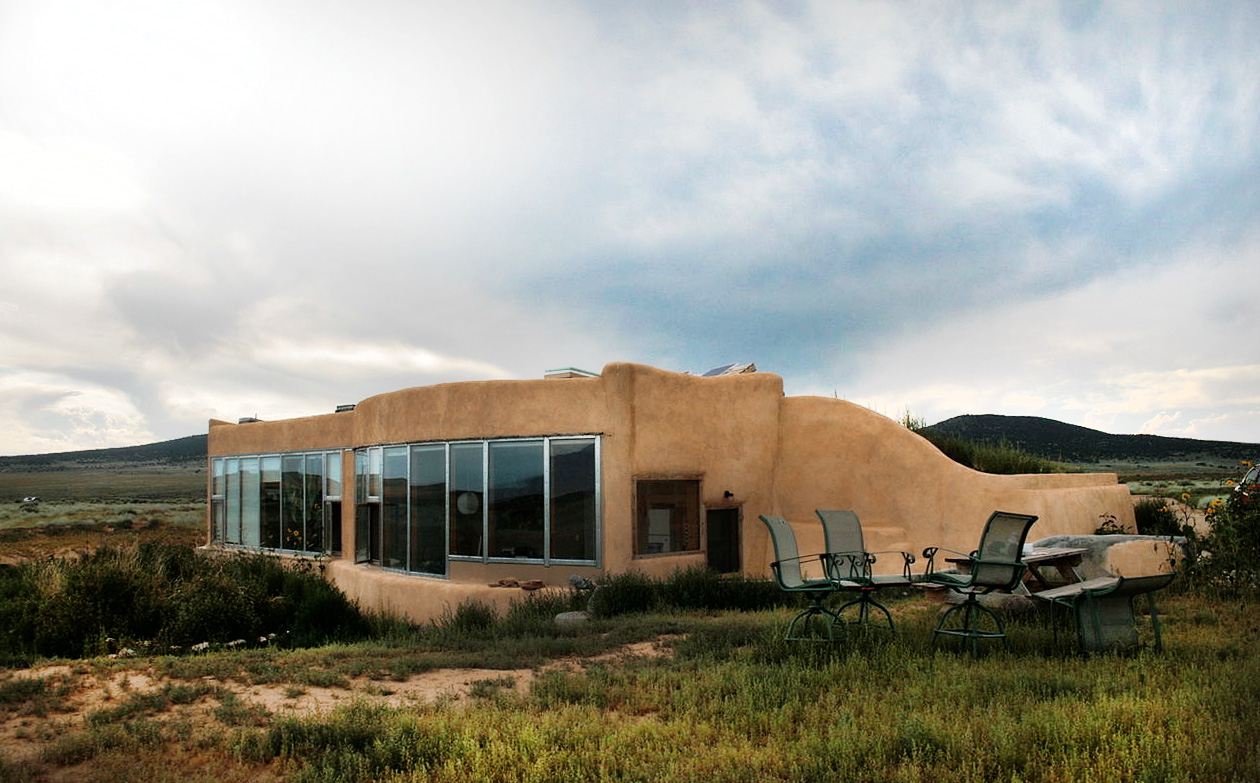
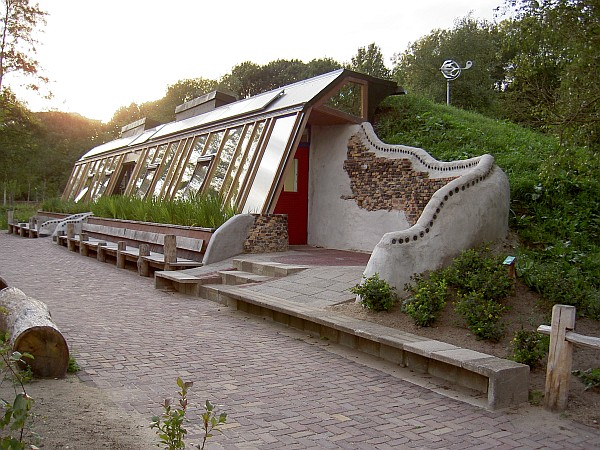
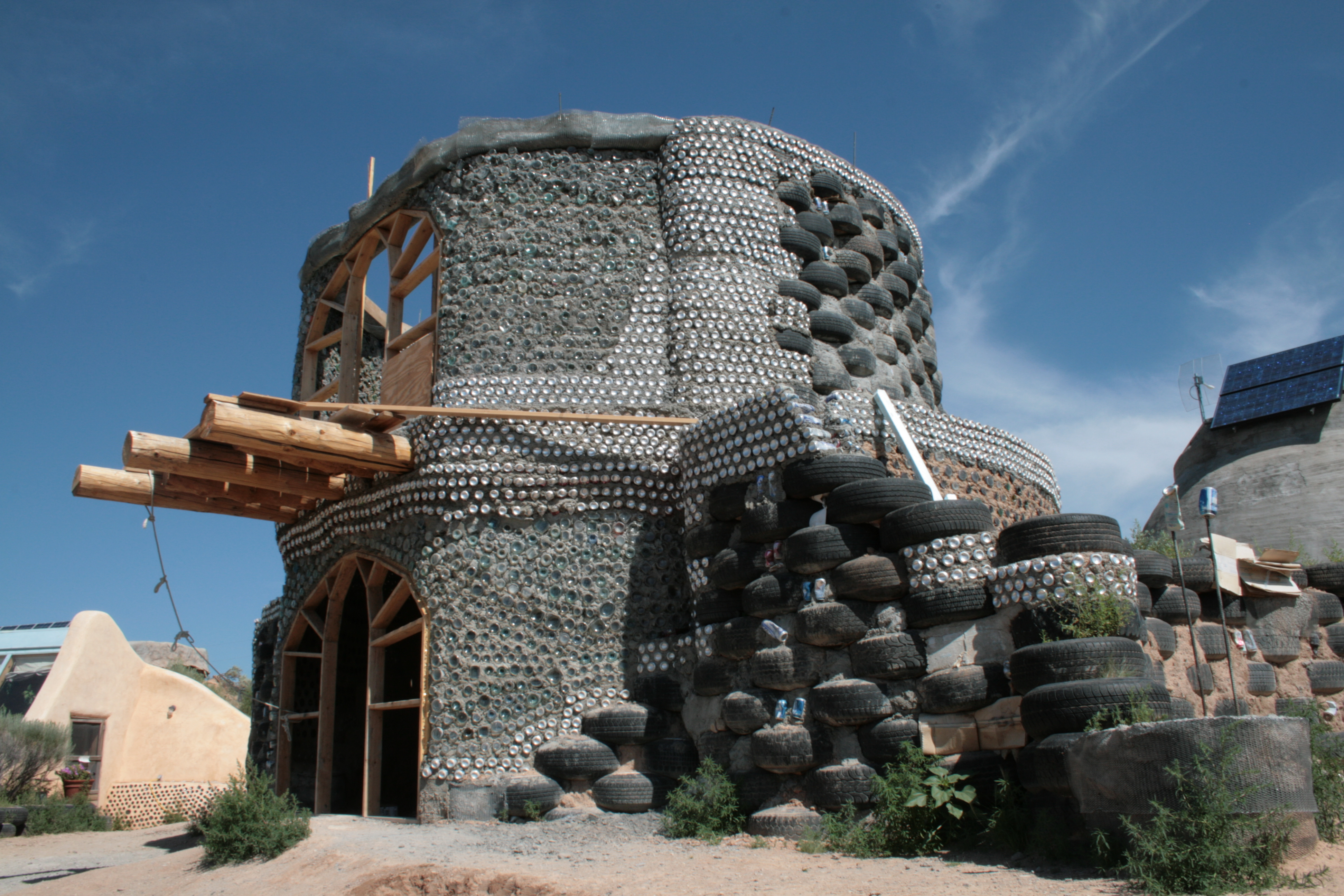
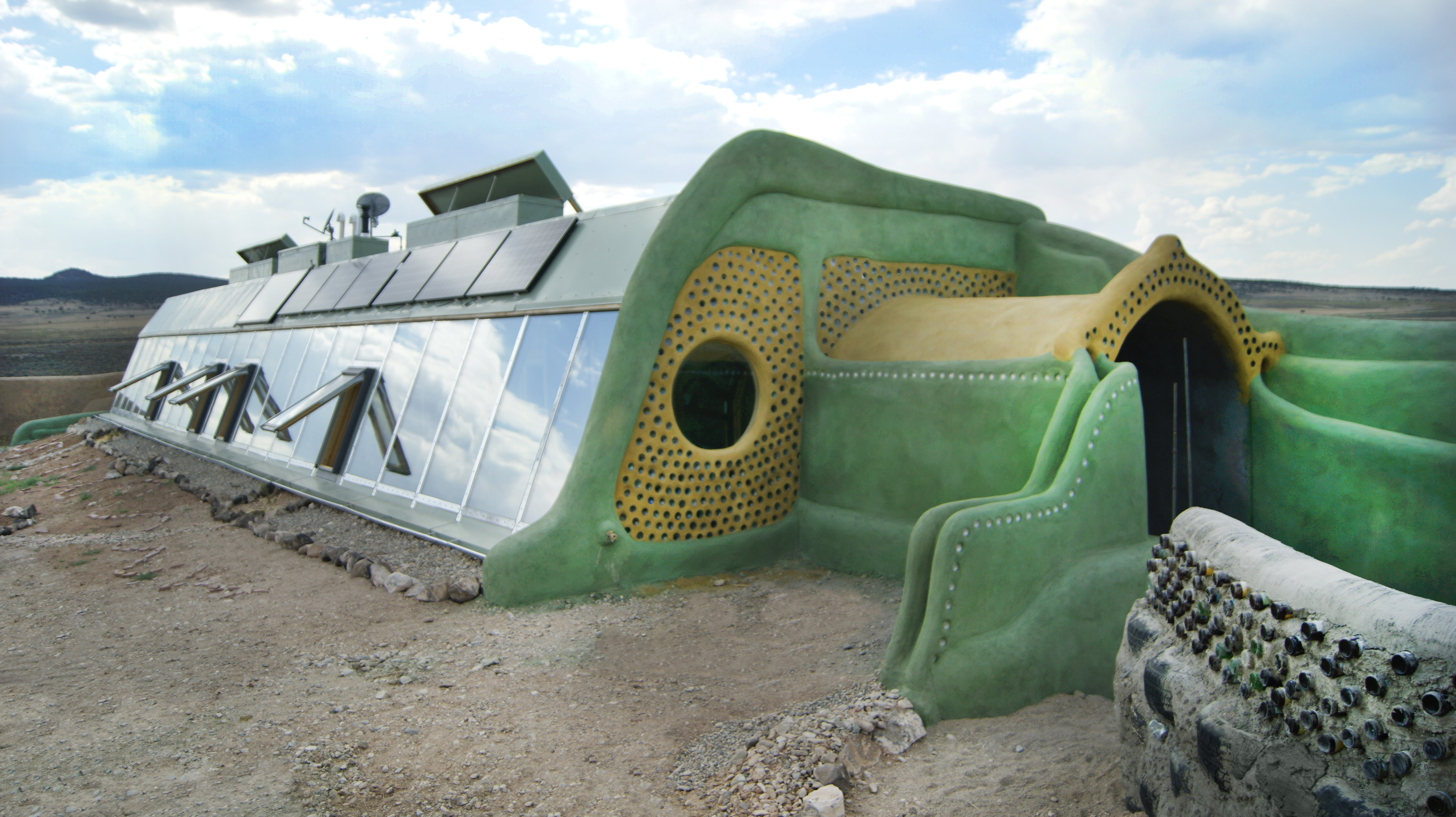

Il poursuit ses recherches expérimentales dans les domaines de l'autosuffisance complète de ses créations en eau, gaz, énergie électrique (panneaux solaires ou éoliennes), chauffage, production d'eau potable, traitement des eaux usées, assainissement, toilettes sèches... Il étudie également des idées de maraîchage sous serre pour cultiver en autarcie des fruits et légumes. 

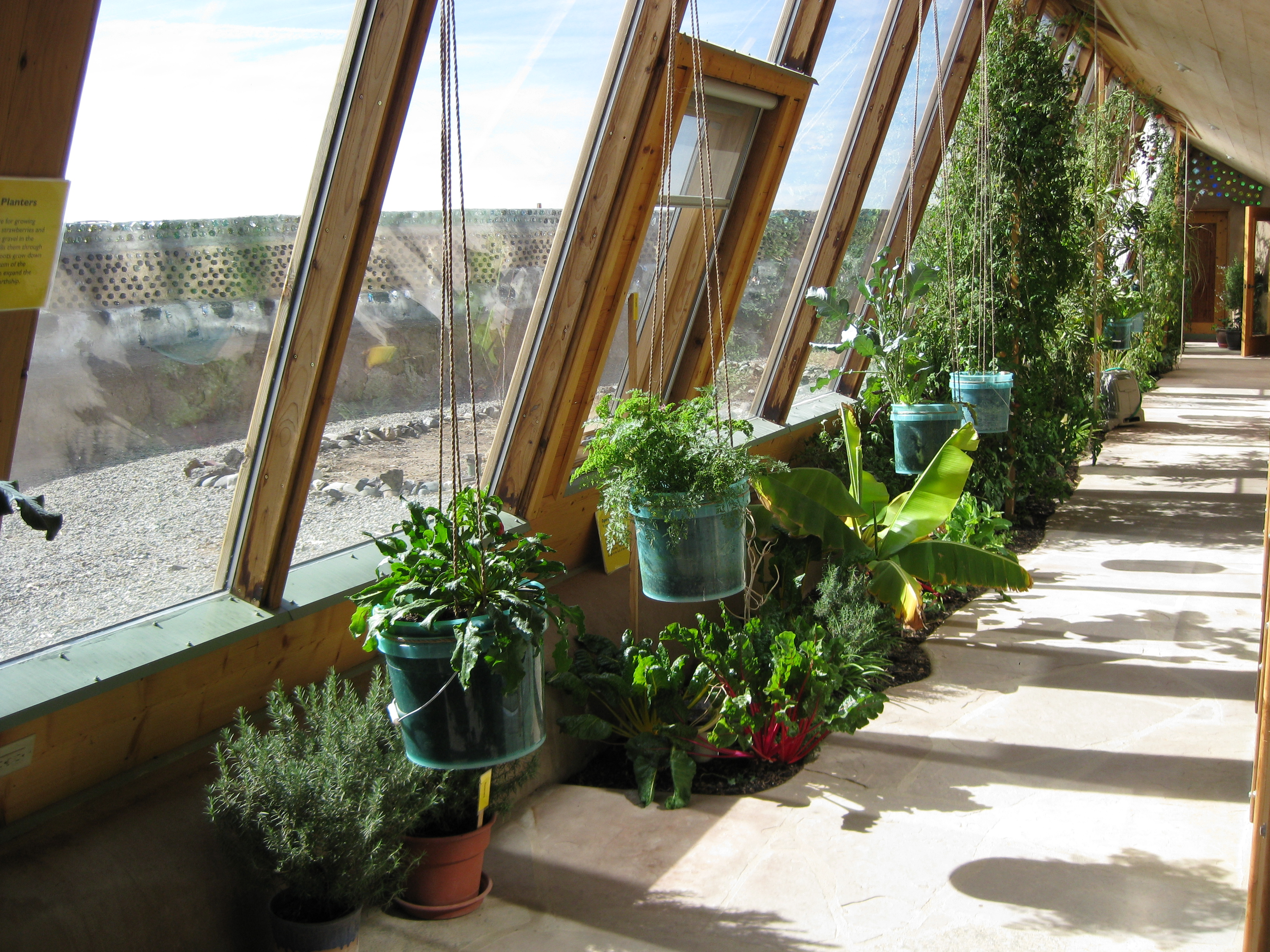
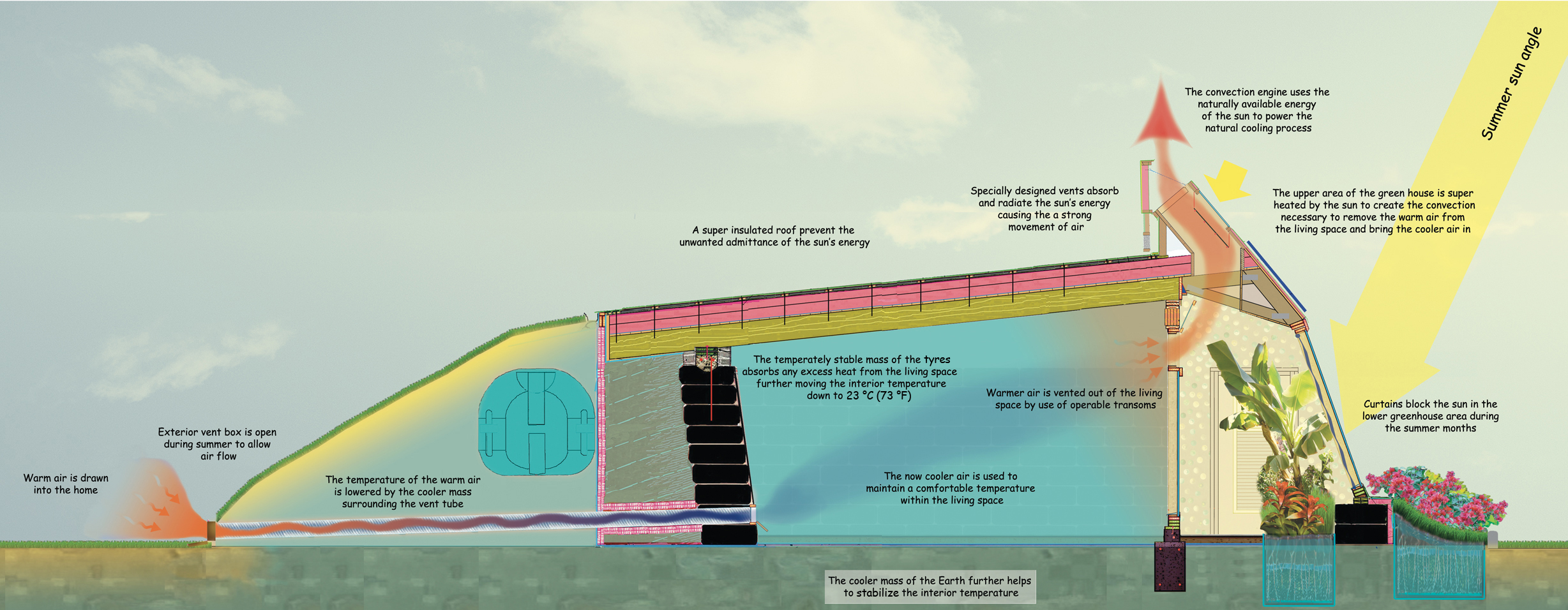
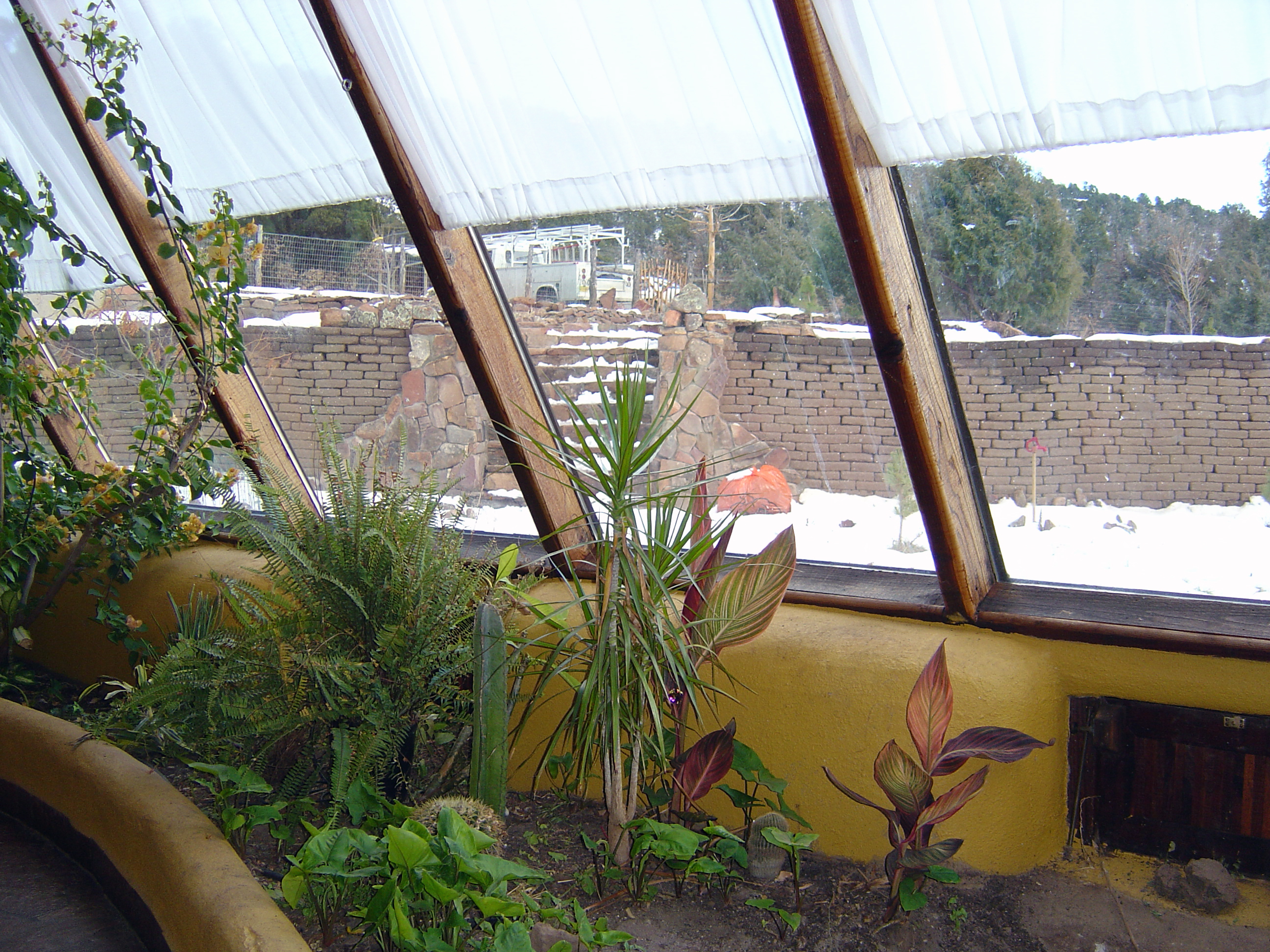
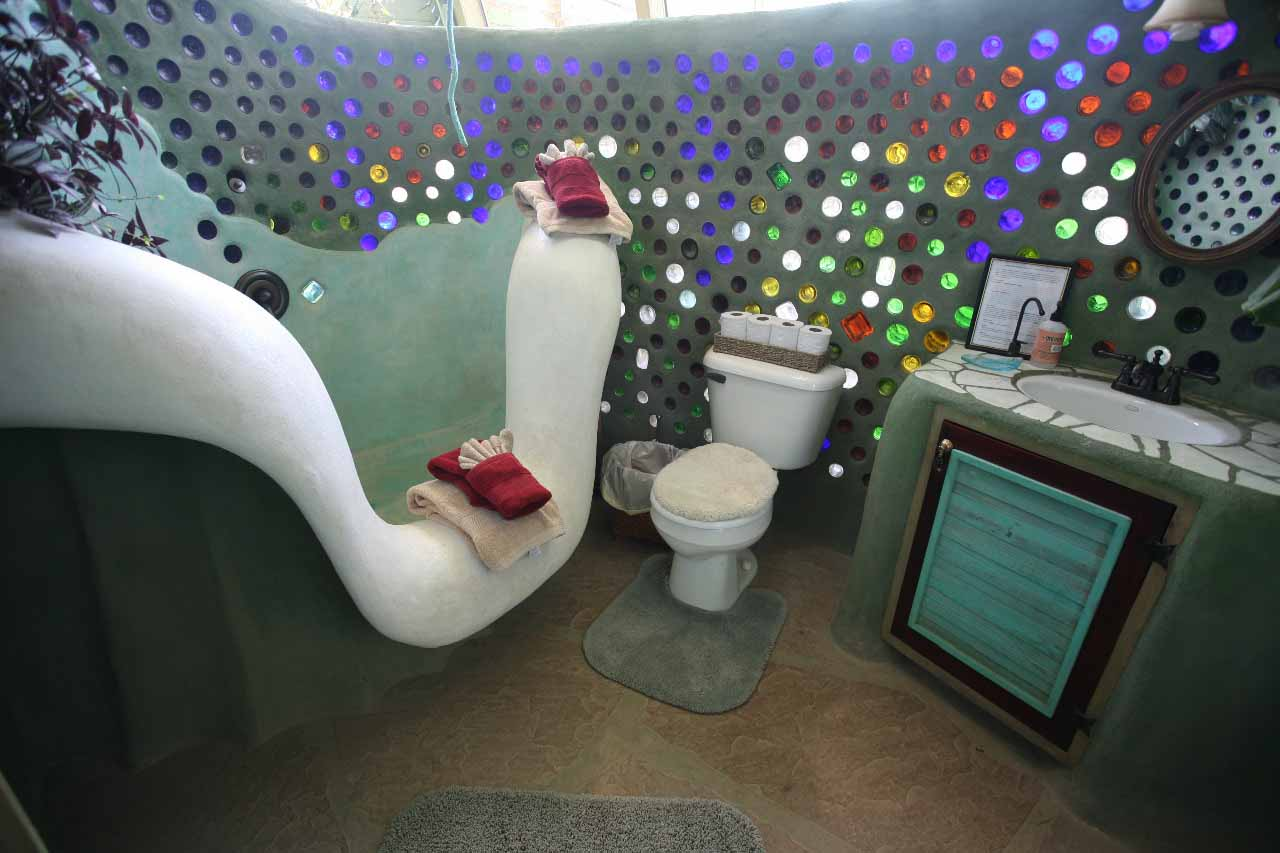

Bien que Reynolds se consacre à l'expérimentation de nouveaux concepts, des clients déçus le poursuivent en justice pour des problèmes d'étanchéité, d'inadaptation climatique, d'illégalité et de dangerosité de ses constructions... En 1990 le Conseil de l'Ordre des architectes du Nouveau Mexique lui retire alors sa licence d'architecte, en lui interdisant de continuer son activité au Nouveau-Mexique. Il sombre alors dans la dépression tout en restant une personnalité en écologie, politique écologique et vis-à-vis des préoccupations en matière de réchauffement climatique ... 

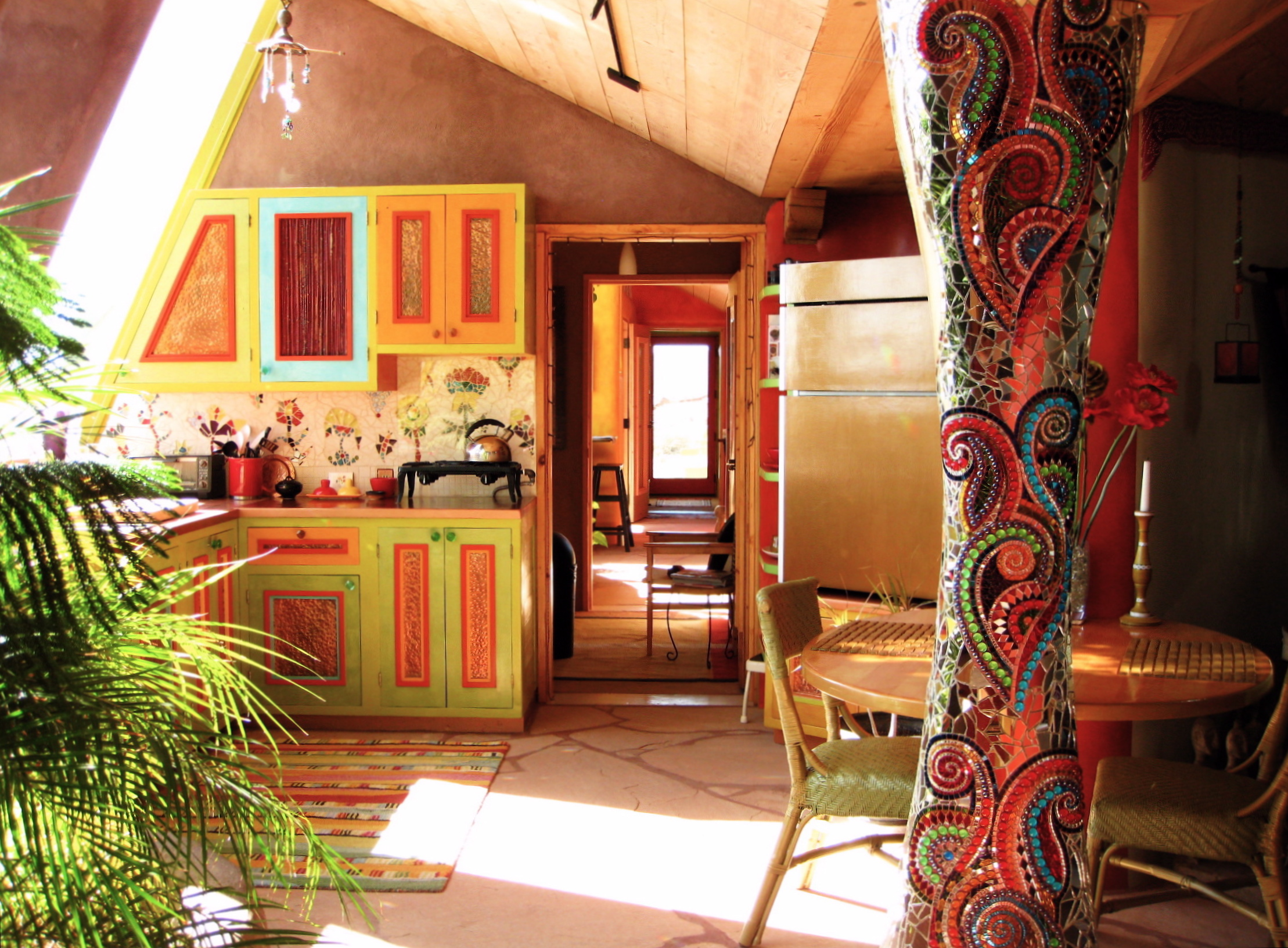
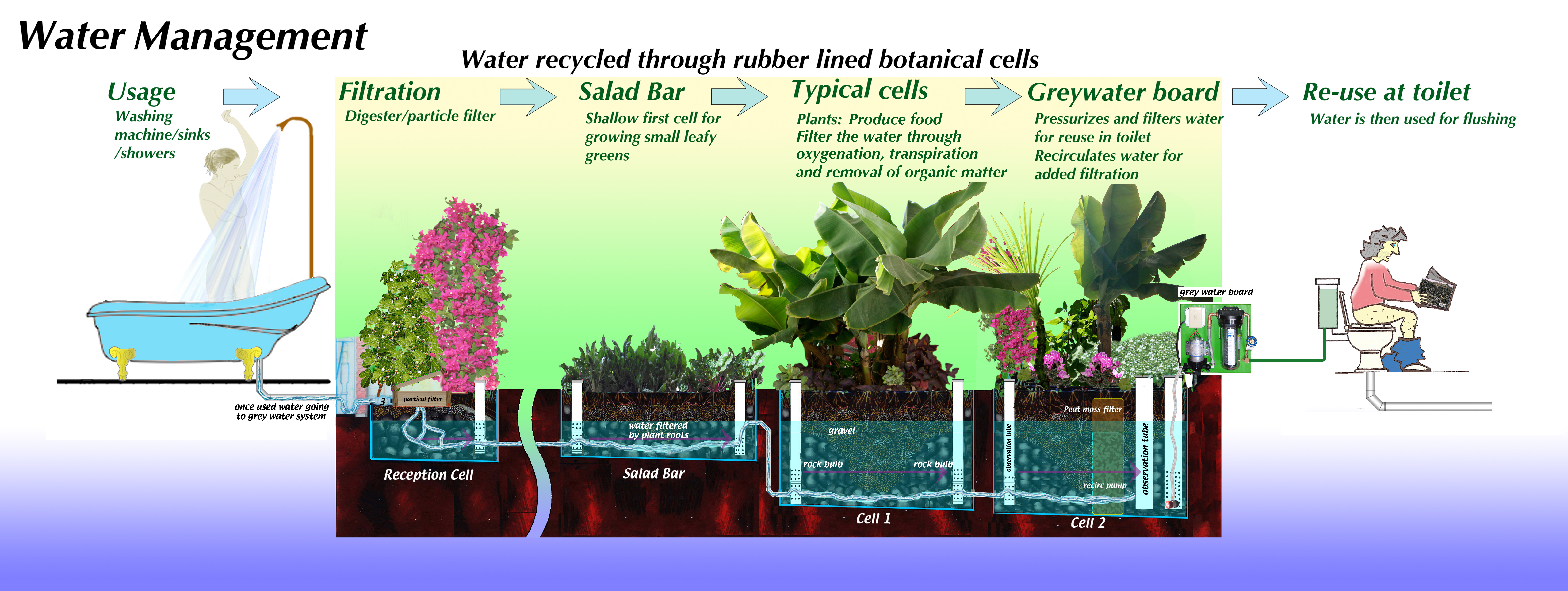
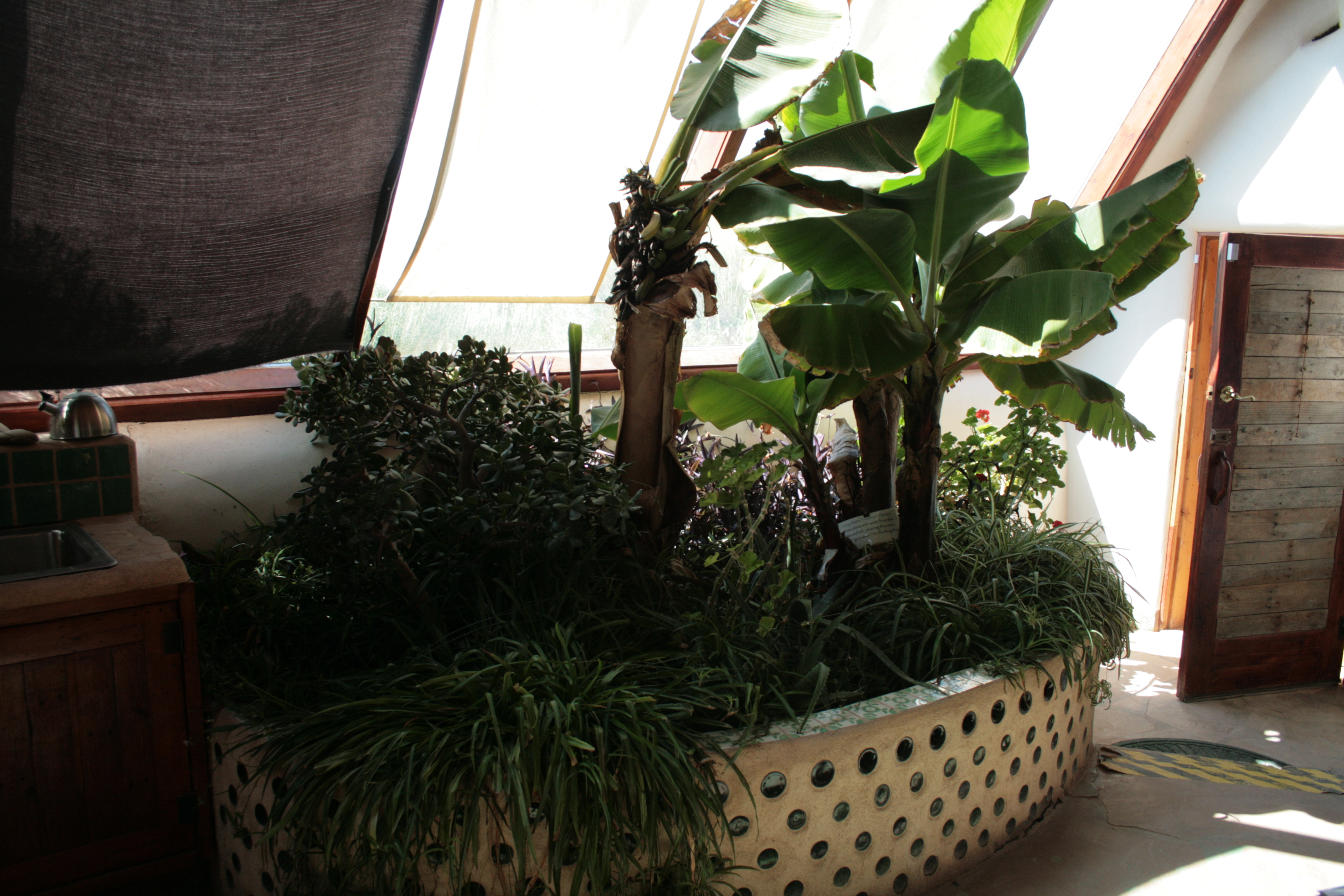
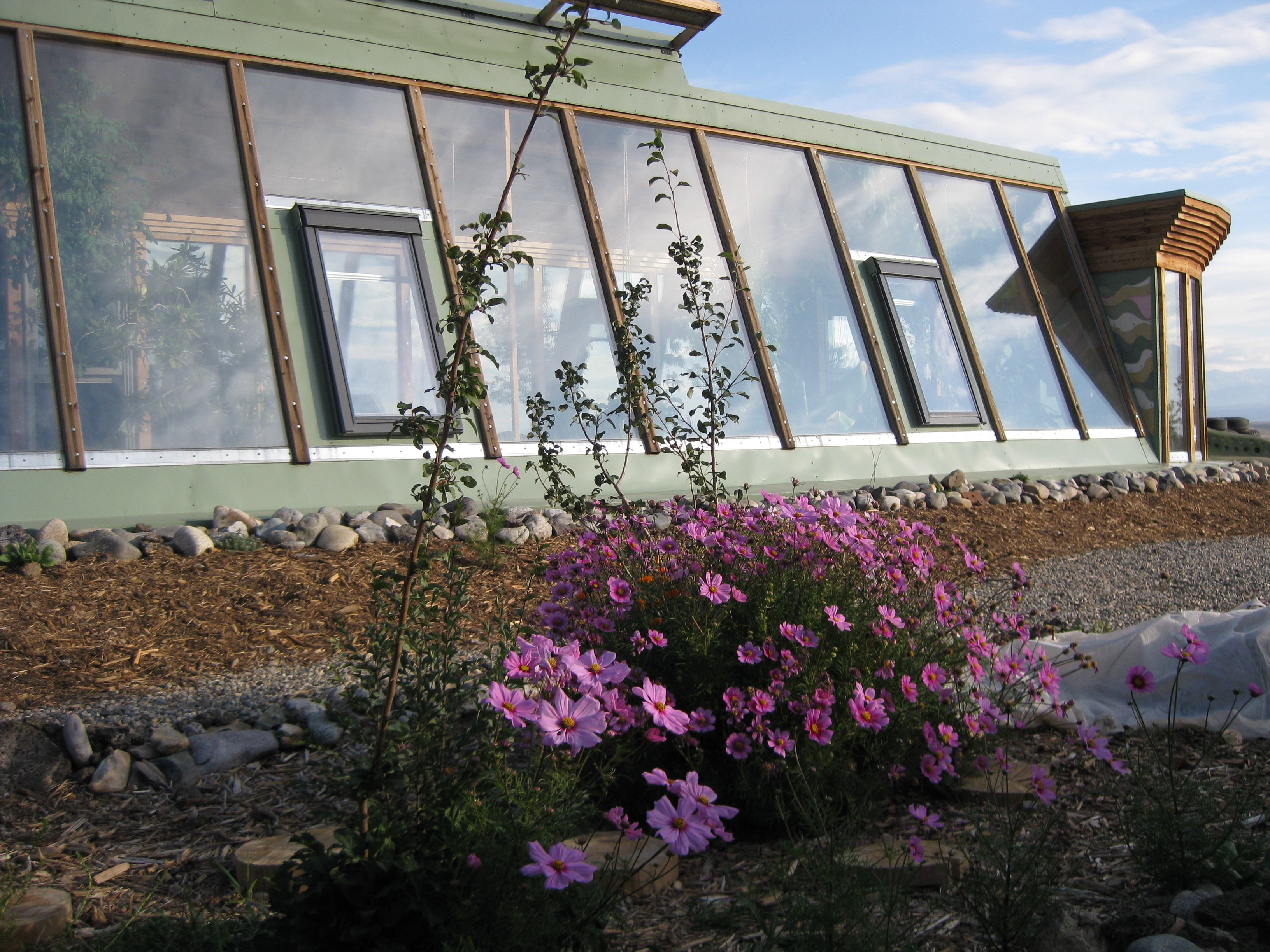

En 2007 sa licence d'architecte est rétablie après une bataille juridique de 17 ans. Il reprend ses études et constructions écologiques jusque dans de nombreux pays d'Europe et du monde... Cette même année le réalisateur Oliver Hodge réalise le film documentaire Garbage Warrior pour médiatiser sa vie et son œuvre. Michael Reynolds est à la tête de la société Earthship Biotecture qui vend des plans de géonefs. Fin 2015, cette société propose désormais une application mobile, Simple Survival Earthships, afin d'aider les gens dans la réalisation de leurs géonefs.

## Mike Reynolds en documentaire
- 2004 : Earthship 101 Earthship Biotecture, cassette vidéo VHS, par Michael Reynolds
- 2007 : Garbage Warrior, du réalisateur Oliver Hodge, sa vie son œuvre (www.garbagewarrior.com)